# ميدولاندز أرينا
ميدولاندز أرينا (بالإنجليزية: Meadowlands Arena)‏ كان مكانًا داخليًا للرياضة والحفلات الموسيقية يقع في مجمع ميدولاندز الرياضي في شرق راذرفورد، نيوجيرسي، الولايات المتحدة.